# Sernio
Sernio (lombardul: Sèran) település Olaszországban, Sondrio megyében. Lakosainak száma 488 fő (2023. január 1.). Sernio Corteno Golgi, Edolo, Tirano, Vervio és Lovero községekkel határos.

## Népesség
A település népességének változása:
| Lakosok száma | 482  | 474  | 488  |
|               | 2017 | 2018 | 2023 |